# Zaza Burczuladze

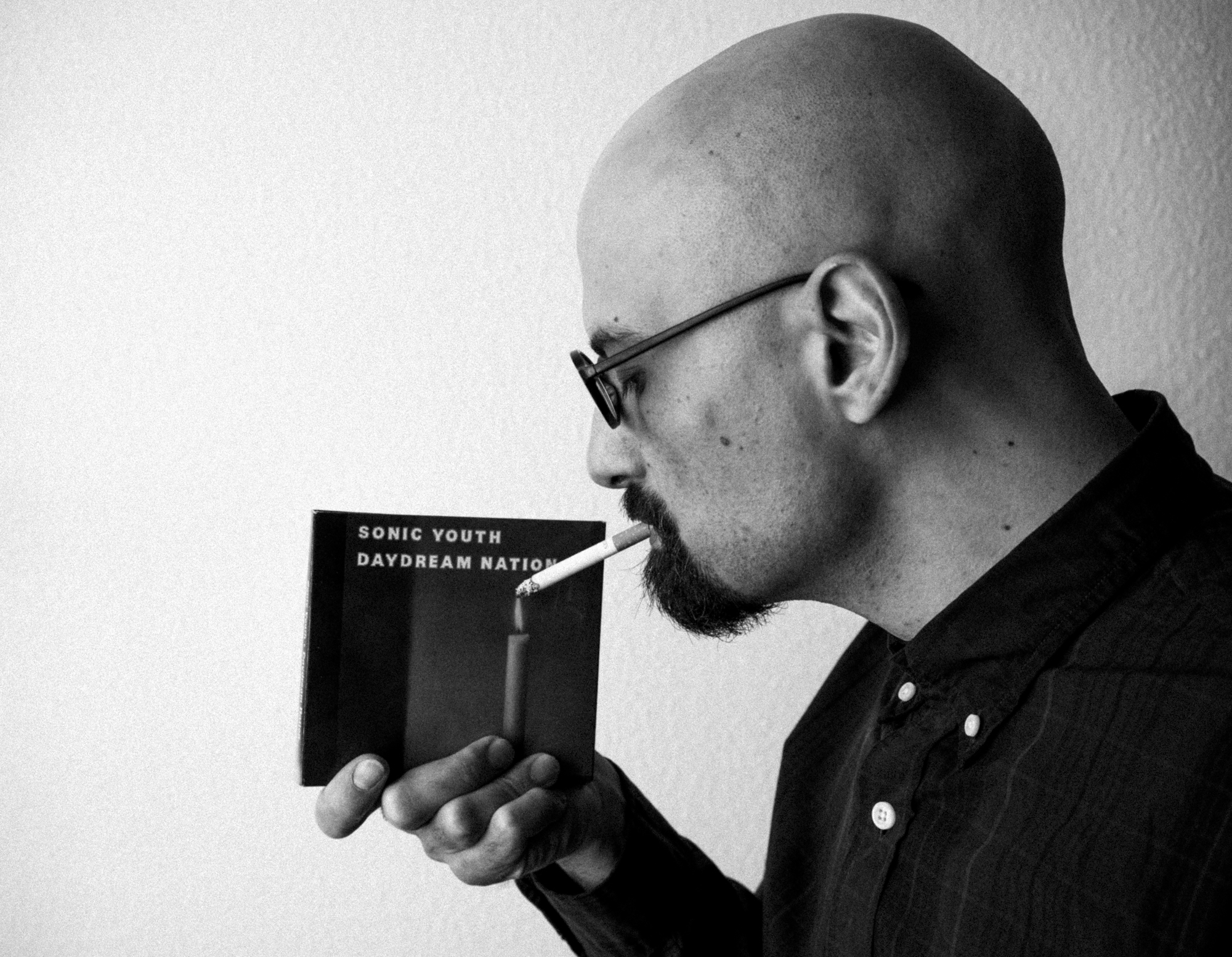
Burczuladze w 2014 r.

Zaza Burczuladze (gruz. ზაზა ბურჭულაძე, ur. 9 września 1973 w Tbilisi) – pisarz, dramaturg, tłumacz, dziennikarz, publicysta i aktor gruziński.

## Życiorys
Poświęcił się pisarstwu po ukończeniu Państwowej Akademii Sztuk Pięknych (studiował tam malarstwo) i do tej pory ma na swoim koncie siedem książek i dwa scenariusze filmowe. Od 1998 publikuje swoje utwory w najważniejszych wychodzących w Gruzji gazetach i magazynach, takich jak „Arili”, „Alternative”, „Anabechdi”, „Hot Chocolate” i „Playboy”. Do 2001 pisał pod pseudonimem Gregor Zamza (Gregor Samsa to imię bohatera opowiadania Franza Kafki pt. Metamorfoza). Powieść Mineralny Jazz została nominowana do nagrody SABA – najważniejszej nagrody literackiej w Gruzji, a w 2003 otrzymała państwową nagrodę Tsinandali. W 2008 został odznaczony nagrodą Bakura Sulakauri za opowiadanie Passive Attack. Jego książki przetłumaczone zostały na język polski, rosyjski i rumuński. Na swoim koncie ma tłumaczenia na gruziński utworów Dostojewskiego, Charmsa i Sorokina.
Kontrowersyjna tematyka jego książek oraz zaangażowanie w sprawy publiczne naraziły na go na liczne groźby, a w końcu pobicie. Od stycznia 2014 żyje i tworzy na emigracji w Berlinie.

## Utwory

### Powieści
- The Simpsons [2001]. Tbilisi, Bakur Sulakauri, 2001
- List do matki [2002]. Tbilisi, W Azri, 2002
- Mineral Jazz [2003]. Tbilisi, Logos Press, 2003
- Gospel of Donkey [2004], Tbilisi, Logos Press, 2004
- Instant Kafka [2005]. Tbilisi, Siesta, 2005
- Adibas [2009]. Tbilisi, Bakur Sulakauri, 2009 (wyd. polskie 2011)[2]
- „Eseje konformisty” [2010]. Tbilisi, Bakur Sulakauri, 2010
- „Nadmuchiwany anioł” [2011]. Tbilisi, Bakur Sulakauri, 2011

### Opowiadania
- Phonogram [2008]. Tbilisi, Siesta, 2007-2008

### Scenariusze
- Mother, 2006
- Another Key, 2007. Tbilisi, Siesta, 2006-2007